# کاریتون
کاریتون (به انگلیسی: Carrieton) یک شهرک در استرالیا است که در استرالیای جنوبی واقع شده‌است.